# Römisch-katholische Kirche auf der Insel Irland

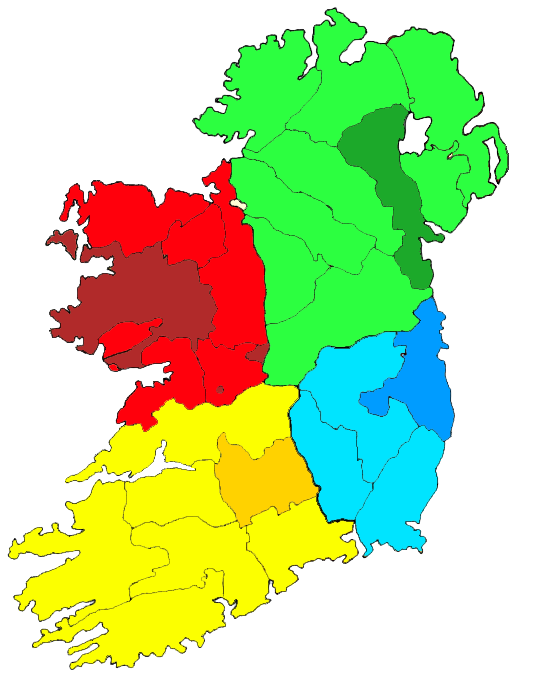
Die vier Kirchenprovinzen:
Armagh (grün), Dublin (blau), Tuam (rot), Cashel-Emly (gelb). Zum Gebiet von Armagh gehören sowohl Nordirland als auch Teile des Staatsgebiets von Irland.

Grenze zwischen der Republik Irland (grün) und Nordirland (rot)

Die römisch-katholische Kirche auf der Insel Irland ist die römisch-katholische Kirche in der Republik Irland und in Nordirland, einem Landesteil des Vereinigten Königreichs. Sie vereinigt die römisch-katholischen Christen von „ganz Irland“, das heißt auf der ganzen Insel Irland. Sie hat ihren Sitz im Erzbistum Armagh. Der Erzbischof von Armagh ist traditionell „Primas von ganz Irland“ (englisch Primate of All-Ireland) und Vorsitzender der Irischen Bischofskonferenz. Die politische Grenze zwischen der Republik Irland und Nordirland verläuft durch das Erzbistum Armagh und durch die Kirchenprovinz Armagh, die nördliche der vier Kirchenprovinzen.
Der römisch-katholischen Kirche von ganz Irland gehören etwa 3,7 Millionen Katholiken an. Sie verteilen sich auf 1087 Pfarreien. Bei der Volkszählung 2022 in der Republik Irland bezeichneten sich 69,1 % der Bevölkerung als Katholiken (siehe Religionen in Irland). In Nordirland ergab die Volkszählung 2021 einen Anteil der Katholiken von 42,3 % (siehe Religionen in Nordirland).

## Geschichte

### Anfänge
Die römisch-katholische Kirche in Irland führt ihre Tradition auf den hl. Patrick zurück. Im keltischen Christentum bestand im ersten Jahrtausend eine große Mönchstradition. Zahllose Klöster mit verschiedenen Ordensregeln, jedes hatte für gewöhnlich eine eigene, besiedelten das Land. Hierbei gab es einen großen Hang zur Mission, der sich durch das Opfer des heimatlichen Wegzuges erklären lässt (siehe: Wandermönch). Heilige wie Columban zogen auf das europäische Festland und gründeten neue Mönchszellen, welche zur Christianisierung Europas einen großen Beitrag leisteten. Geprägt durch einen strengen Bußcharakter, entwickelte sich hier die bis heute gebräuchliche Ohrenbeichte.
Die zahlreichen Äbte der Klöster waren zugleich Quasibischöfe, welche sich einen Weihbischof für die Pontifikalfunktionen hielten, da sie selbst zumeist keine Bischofsweihe besaßen. Erst mit der Synode von Rathbreasail im Jahr 1111 bildeten sich Diözesen im heutigen Sinne, die zumeist von ihrer Fläche eher klein waren. Zugleich verlor die irische Kirche ihre Bedeutung für die Weltkirche und erhielt diese erst durch einen neuen Missionsaufschwung im 19. Jahrhundert wieder. Zahlreiche Ordensgründungen, wovon viele in die Mission gingen, und zahlreiche Berufungen zum Priester- und Ordensleben gaben der katholischen Kirche von Irland wieder weltkirchliche Bedeutung. 

### Unter englischem Einfluss
Mit der Ausbreitung Englands auf der Insel geriet die einheimische Bevölkerung immer weiter ins Hintertreffen. Bereits die Statuten von Kilkenny (1367) verboten den aus England stammenden Kolonisten die Übernahme irischer Gebräuche und auch die Heirat zwischen Iren und Engländern. Die Aufnahme von Iren in Kollegiatkapitel oder Klöstern wurde untersagt. Doch hatte dieser Beschluss keine Auswirkung auf die normalen Landgeistlichen. König Heinrich III. hatte bereits im Jahre 1217 an seinen Justiziar für Irland geschrieben, dass die Berufung von Iren auf einen Bischofsstuhl nicht zuzulassen sei, da die irischen Bischöfe immer wieder Probleme bereiten. Ein Protest der irischen Geistlichkeit führte dazu, dass Papst Honorius III. das Königsdekret 1220 und 1224 für unzulässig erklärte. In den folgenden Jahren ergriff man nun in den Gebieten der irischen Fürsten ähnliche Maßnahmen und verbot den Kapiteln und Klöstern die Aufnahme von Engländern. Auch die Beziehung zwischen englischen und irischen Klerikern war alles andere als harmonisch. Lediglich ihre Loyalität zum Papst einte sie noch. Mit der Zeit zeigte sich jedoch auch dem Papst, dass eine Aussöhnung der beiden Parteien nicht möglich war. So erließ Papst Leo X. eine nationale Trennung des Stifts von St. Patrick in Dublin und sprach es den Iren zu. Engländer sollten, so der päpstliche Erlass, keine Aufnahme mehr finden.
Gab es in Irland im 13. Jahrhundert noch ein aktives Bischofswahlrecht, so bedurfte der Erwählte im frühen 14. Jahrhundert bereits der Zustimmung des Königs von England. Schon wenige Jahre später ernannte der König gänzlich frei. Die „Wahl“ war lediglich noch eine Meinungsäußerung des Kapitels. Die Veränderung der Machtverhältnisse bei den Bischofsernennungen veränderte auch die Auswahl derjenigen, die ernannt wurden. Die Kandidaten hatten ein größeres Interesse an einer politischen Karriere denn an der Leitung ihres Bistums. Oftmals hielten die Bischöfe zugleich auch hohe politische Ämter. Innerhalb ihrer Diözese war ihr Einfluss eher gering, da der Großteil der Patronate in den Händen des Adels lag, der die entsprechenden Geistlichen einsetzte. So besaß der Earl of Kildare über vierzig Patrozinien in fünf Diözesen. Wie die Bischöfe, so hielten auch viele Pfarrer keine Residenz, sondern ließen sich durch schlecht bezahlte Vikare vertreten.
Unter König Heinrich VIII. gelangte ganz Irland an England. Wie in England, so kam es nun auch in Irland zum Kampf um den Supremat und in der Folge zur Säkularisation zahlreicher Klöster und kirchlicher Einrichtungen. Doch anders als in England traf der König hier auf einen vehementen Widerstand. Die königlichen Reformationsversuche brachten genau das Gegenteil hervor und Volk, Klerus und Bischöfe standen fester denn je auf der Seite des Papstes.
Zur Zeit Heinrichs VIII. gab es in Irland 231 Häuser der Augustinerchorherren, 65 der Franziskaner, 43 der Dominikaner, 42 der Zisterzienser, 36 der Prämonstratenser, 26 der Augustiner, 25 der Karmeliten, 22 der Johanniter, 14 der Trinitarier, 9 der Benediktiner und 43 verschiedenartige Nonnenklöster. Bis 1560 wurden sie, eines nach dem anderen, aufgelöst.
König Edward VI., Heinrichs Nachfolger, versuchte weiterhin, die katholischen Gottesdienste zu unterdrücken. Hierbei wurden 1548 eigens Prediger entsandt, welche dem Volk den Glauben an die Realpräsenz der Eucharistie austreiben sollte. Gleichzeitig setzten die neuen Bischöfe, welche vom König ernannt wurden, das Book of Common Prayer durch.
Mit der Krönung von Königin Mary wurde die Katholische Kirche noch einmal in ihre alten Rechte eingesetzt und erhielt ihre Besitztümer, wie z. B. die Kathedrale von Dublin, zurück. Da sich die meisten Bischöfe als „Papstanhänger“ bewiesen hatten, tauschte man nur noch die Kanoniker der zurückerstatteten Kollegiatstifte aus. Gleichzeitig wurde das Book of Common Prayer verboten und es geschah eine Erneuerung der katholischen Religionsausübung. Zu einer Verfolgung der Protestanten kam es nicht. Da die Reform durch die Regierung erzwungen worden war, hatte sie so gut wie keine Anhänger gefunden.
Königin Elisabeth I., die ihrer Schwester 1558 auf den Thron gefolgt war, verfolgte wieder eine antikatholische Haltung. Schon bald wurden leitende Persönlichkeiten in Irland stark überwacht. Das Book of Common Prayer kam erneut in Gebrauch, durfte jedoch nur in Privathäusern verwandt werden. Erst 1560 beschloss das Parlament die allgemeine und alleinige Verwendung des Book of Common Prayer und überwies der Krone erneut die Herrschaft über die Kirche und damit auch die Ernennung der Bischöfe. Auf Zuwiderhandlung standen Geldstrafen, Haft und Tod.
Erneut stieß London an seine Grenzen. Bischöfe, Klerus und Volk leisteten Widerstand. Lediglich zwei Bischöfe beugten sich der Königin. Bischofsstühle konnte sie nicht besetzen, da sich in Irland niemand dazu bereitfand. Bei Vakanz wurden die Bischöfe nun sofort vom Papst ernannt, ohne es der Königin überhaupt mitzuteilen.
Bereits 1560 sandte Papst Pius V. eine Delegation nach Irland, die nicht nur die dortige Kirche visitieren, sondern auch die Namen würdiger Priester nach Rom senden sollte, welche im Falle einer Vakanz umgehend zu Bischöfen erhoben werden konnten. Da die theologische Ausbildung in Irland aber kaum noch möglich war, verließen viele Priesteramtskandidaten Irland und studierten in Rom, Löwen oder Frankreich.

### Seit 1937
Von 1937 bis 1973 genoss die Kirche eine hervorgehobene Stellung in der Verfassung der irischen Republik. Nach dem Zweiten Vatikanum hat es verschiedene Veränderungen in der Kirche gegeben. So ist normale Zivilkleidung für Priester und Ordensschwestern heute die Regel und auch viele Klöster wurden zugunsten von Niederlassungen, welche in einem Wohnhaus untergebracht sind, aufgegeben. Die Zahl der Gottesdienstbesucher, der Priester und der Ordensleute ist seit vielen Jahren gesunken. 2007 starben 160 Priester, nur neun wurden zum Priester geweiht.
Papst Johannes Paul II. besuchte im September 1979 Irland; es war der erste Besuch eines Papstes in Irland.
Im 21. Jahrhundert wurde sexueller Missbrauch in der römisch-katholischen Kirche in Irland ein beherrschendes Thema innerhalb und außerhalb der Kirche. Wichtige Meilensteine bei der Aufklärung waren der im Mai 2009 veröffentlichte Ryan-Bericht  über systematischen Missbrauch in katholischen Schulen und Heimen und der im November 2009 veröffentlichte Murphy-Bericht zum Missbrauchsskandal im Erzbistum Dublin.
Von 2005 bis 2011 fiel der Anteil der Iren, die sich als „religiös“ bezeichneten, von 69 % auf 47 %.
Im August 2017 hieß Papst Franziskus einen Text der irischen Bischofskonferenz gut, der ein jahrhundertealtes Tabu bricht: „Illegitime Kinder“ von Geistlichen sollen nicht mehr länger verleugnet, versteckt und um ihre Identität gebracht werden. Der Text legt „Prinzipien der Verantwortung von Priestern“ fest, „die im Amt Kinder gezeugt haben“. Geistliche müssten, wie jeder andere Vater, ihrer „persönlichen, moralischen, rechtlichen und ökonomischen Verantwortung gerecht werden“. Im August 2018 besuchte Papst Franziskus Irland.
Diplomatischer Vertreter des Heiligen Stuhls in Irland ist seit dem 25. Februar 2023 der Apostolische Nuntius Luis Mariano Montemayor.
Die Kirche leidet unter einem erheblichen Mangel an Priesternachwuchs: 2017 begannen im Priesterseminar von Maynooth sechs junge Männer ihre Ausbildung.

## Liste der Bistümer nach Kirchenprovinz
Die Kirche gliedert sich in vier Kirchenprovinzen mit zusammen 26 Bistümern (vier Erzbistümer und 22 Suffraganbistümer).

### Kirchenprovinz Armagh

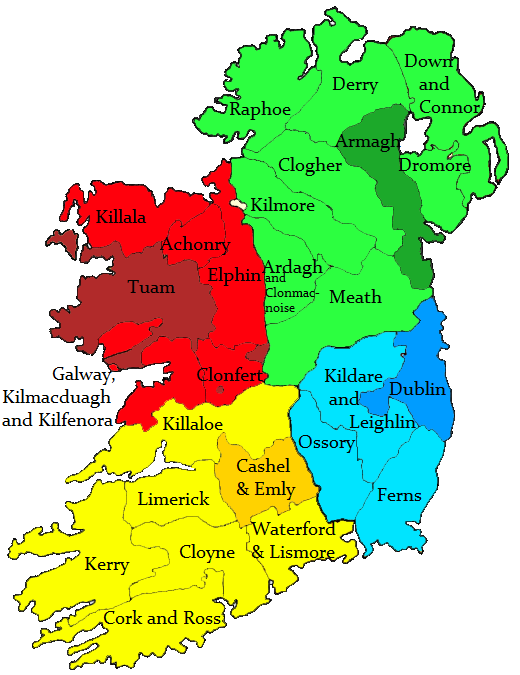
Grün: Kirchenprovinz Armagh
(Dunkelgrün: Erzbistum Armagh)

| Erzbistum/Bistum                                   | Kathedrale                                         | Kathedrale | Lage des Bistums in der Kirchenprovinz | Webseite                  |
| -------------------------------------------------- | -------------------------------------------------- | ---------- | -------------------------------------- | ------------------------- |
| Erzbistum Armagh Erzbischof von Armagh             | St Patrick’s Cathedral, Armagh                     |            |                                        | www.armagharchdiocese.org |
| Bistum Ardagh Bischof von Ardagh                   | St. Mel’s Cathedral, Longford                      |            |                                        | www.ardaghdiocese.com     |
| Bistum Clogher Bischof von Clogher                 | St Macartan's Cathedral, Monaghan                  |            |                                        | www.clogherdiocese.ie     |
| Bistum Derry Bischof von Derry                     | St Eugene's Cathedral, Derry                       |            |                                        | www.derrydiocese.org      |
| Bistum Down und Connor Bischof von Down und Connor | St. Peter’s Cathedral, Belfast                     |            |                                        | www.downandconnor.org     |
| Bistum Dromore Bischof von Dromore                 | Cathedral of Saint Patrick and Saint Colman, Newry |            |                                        | www.dromorediocese.org    |
| Bistum Kilmore Bischof von Kilmore                 | Cathedral of Saint Patrick and Saint Felim, Cavan  |            |                                        | www.kilmorediocese.ie     |
| Bistum Meath Bischof von Meath                     | Cathedral of Christ the King, Mullingar            |            |                                        | www.dioceseofmeath.ie     |
| Bistum Raphoe Bischof von Raphoe                   | Cathedral of St. Eunan and St Columba, Letterkenny |            |                                        | www.raphoediocese.ie      |

### Kirchenprovinz Cashel-Emly

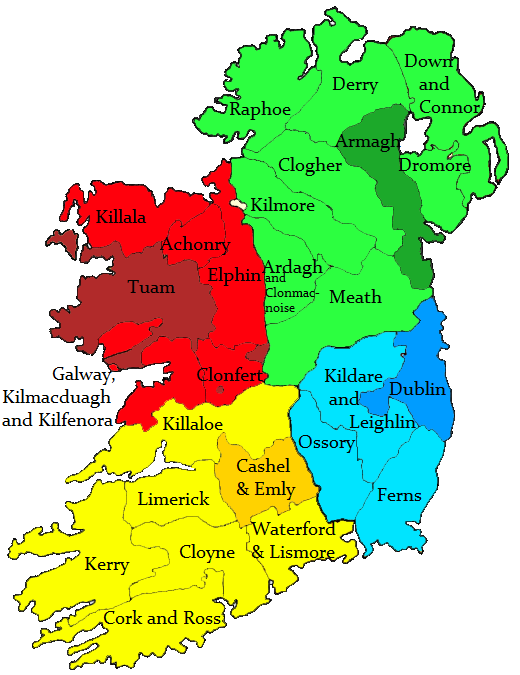
Gelb: Kirchenprovinz Cashel-Emly
(Ocker: Erzbistum Cashel-Emly)

| Erzbistum/Bistum                                               | Kathedrale                                                      | Kathedrale | Lage des Bistums auf der Insel | Webseite                |
| -------------------------------------------------------------- | --------------------------------------------------------------- | ---------- | ------------------------------ | ----------------------- |
| Erzbistum Cashel und Emly Erzbischof von Cashel und Emly       | Cathedral of the Assumption of the Blessed Virgin Mary, Thurles |            |                                | www.cashel-emly.ie      |
| Bistum Cloyne Bischof von Cloyne                               | St. Colman's Cathedral, Cobh                                    |            |                                | www.cloynediocese.ie    |
| Bistum Cork und Ross Bischof von Cork und Ross                 | Cathedral of St Mary and St Anne, Cork                          |            |                                | www.corkandross.org     |
| Bistum Kerry Bischof von Kerry                                 | St Mary’s Cathedral, Killarney                                  |            |                                | www.dioceseofkerry.ie   |
| Bistum Killaloe Bischof von Killaloe                           | Cathedral of Saints Peter and Paul, Ennis                       |            |                                | www.killaloediocese.ie  |
| Bistum Limerick Bischof von Limerick                           | Cathedral St. John the Baptist, Limerick                        |            |                                | www.limerickdiocese.org |
| Bistum Waterford und Lismore Bischof von Waterford und Lismore | Cathedral of the Most Holy Trinity, Waterford                   |            |                                | www.waterfordlismore.ie |

### Kirchenprovinz Dublin

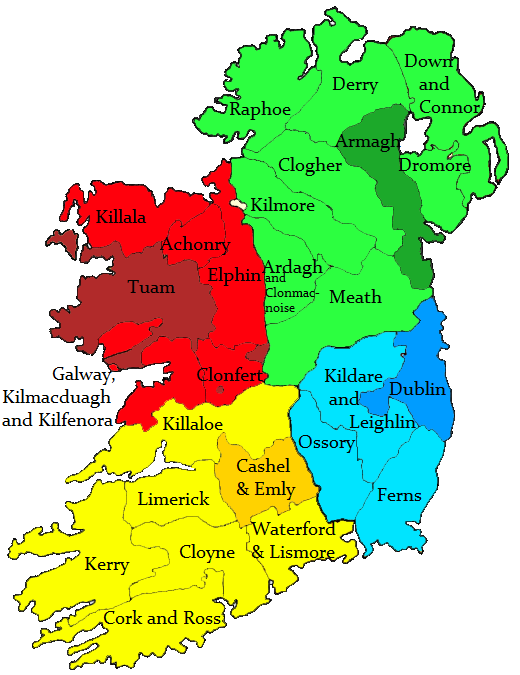
Blau: Kirchenprovinz Dublin (Dunkelblau: Erzbistum Dublin)

| Erzbistum/Bistum                                             | Kathedrale                                                       | Kathedrale | Lage des Bistums in der Kirchenprovinz | Webseite          |
| ------------------------------------------------------------ | ---------------------------------------------------------------- | ---------- | -------------------------------------- | ----------------- |
| Erzbistum Dublin Erzbischof von Dublin                       | Prokathedrale St. Marien, Dublin                                 |            |                                        | dublindiocese.ie/ |
| Bistum Ferns Bischof von Ferns                               | St. Aidan's Cathedral, Enniscorthy                               |            |                                        | www.ferns.ie/     |
| Bistum Kildare und Leighlin Bischof von Kildare und Leighlin | Cathedral of the Assumption, Carlow                              |            |                                        | kandle.ie         |
| Bistum Ossory Bischof von Ossory                             | Cathedral of the Assumption of the Blessed Virgin Mary, Kilkenny |            |                                        | www.ossory.ie     |

### Kirchenprovinz Tuam

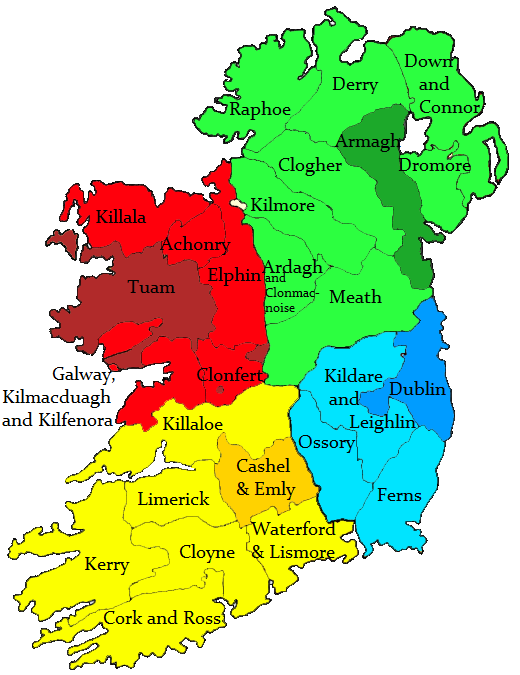
Rot: Kirchenprovinz Tuam
(Dunkelrot: Erzbistum Tuam)

| Erzbistum/Bistum                                                 | Kathedrale                                                                             | Kathedrale | Lage des Bistums in der Kirchenprovinz | Webseite               |
| ---------------------------------------------------------------- | -------------------------------------------------------------------------------------- | ---------- | -------------------------------------- | ---------------------- |
| Erzbistum Tuam Erzbischof von Tuam                               | Cathedral of the Assumption of the Blessed Virgin Mary, Tuam                           |            |                                        | tuamarchdiocese.org    |
| Bistum Achonry Bischof von Achonry                               | Cathedral of the Annunciation of the Blessed Virgin Mary and St Nathy, Ballaghaderreen |            |                                        | www.achonrydiocese.org |
| Bistum Clonfert Bischof von Clonfert                             | St Brendan's Cathedral, Loughrea                                                       |            |                                        | www.clonfertdiocese.ie |
| Bistum Elphin Bischof von Elphin                                 | Cathedral of the Immaculate Conception, Sligo                                          |            |                                        | www.elphindiocese.ie   |
| Bistum Galway und Kilmacduagh Bischof von Galway und Kilmacduagh | Cathedral of Our Lady Assumed into Heaven and St. Nicholas, Galway                     |            |                                        | www.galwaydiocese.ie   |
| Bistum Killala Bischof von Killala                               | St. Muredach’s Cathedral, Ballina                                                      |            |                                        | www.killaladiocese.org |

## Erzbischöfe und Bischöfe
Zu Erzbischöfen siehe:
- Liste der Erzbischöfe von Armagh
- Liste der Erzbischöfe von Cashel
- Liste der Erzbischöfe von Dublin
- Liste der Erzbischöfe von Tuam

Zu Bischöfen siehe:
- Liste der Bischöfe von Achonry
- Liste der Bischöfe von Annadown
- Liste der Bischöfe von Ardagh
- Liste der Bischöfe von Ardfert
- Liste der Bischöfe von Clogher
- Liste der Bischöfe von Clonfert
- Liste der Bischöfe von Clonmacnoise
- Liste der Bischöfe von Cloyne
- Liste der Bischöfe von Connor
- Liste der Bischöfe von Derry
- Liste der Bischöfe von Down
- Liste der Bischöfe von Emly
- Liste der Bischöfe von Ferns
- Liste der Bischöfe von Limerick
- Liste der Bischöfe von Ossory
- Liste der Bischöfe von Raphoe
- Liste der Bischöfe von Waterford und Lismore

Das zentrale Organ der irischen Bischöfe ist die Irische Bischofskonferenz.

## Gerichtsbarkeit
Regionale Ehegerichte erster Instanz befinden sich in Armagh, Dublin, Cork und Galway. Zweitinstanzlich ist das National Marriage Appeal Tribunal mit Sitz bei der Bischofskonferenz in Maynooth zuständig.